# 1番ソングSHOW
『1番ソングSHOW』（いちばんソングショー）は、日本テレビ系列で2011年10月19日から2014年7月2日まで水曜日19:00 - 19:56（『1900』水曜枠）に放送されていた音楽バラエティ番組である。
キャッチコピーは「なにかと1番な歌番組。」。

## 概要
様々なジャンルで1位を取った「1番ソング」を過去のアーカイブ素材やアーティストの生ライブで紹介する。
日本テレビが19時台に音楽番組をレギュラー放送するのは、1982年10月13日から1986年9月17日まで放送された『歌のワイド90分!』以来25年ぶりとなる。
ゴールデンタイムに進出する前には様々な放送枠でパイロット版が放送された。最初は2011年3月23日19:00 - 21:54に『歴代トップアーティスト大集合! 1位をとったアノ歌コンサート』が放送され、同年4月9日には『サタデーバリューフィーバー』で放送された。同年6月15日、6月22日には単発スペシャル番組『1位をとった名曲歌合戦』が2週連続で放送された。その後、2011年6月11日から7月30日まで土曜日24:50 - 25:20にレギュラー放送された。
ゴールデンタイムでのレギュラー放送が開始される直前の2011年9月28日19:00 - 21:54には3時間スペシャル『1番ソングSHOW 人気アーティスト1番売れた曲コンサート』が放送された。
2013年10月9日放送分より番組コンセプトをリニューアルした。毎週異なるテーマで視聴者が聴きたい1番ソングを公式サイトで募集し、得票の多かった名曲をスタジオライブで続々と紹介する。
2014年7月2日を以って定期放送は終了したが、公式Twitterでは再度何らかの形で放送することを示唆していた。しかし以後も放送されることはなく、現在に至っている。

## 出演者

### 司会
- 矢部浩之（ナインティナイン）[注 3]
- 羽鳥慎一（元・日本テレビアナウンサー）[注 4]

### パイロット版の司会
- 田村淳（『歴代トップアーティスト大集合!1位をとったアノ歌コンサート』、ロンドンブーツ1号2号）
- 沢村一樹（『歴代トップアーティスト大集合!1位をとったアノ歌コンサート』）
- 西尾由佳理（『歴代トップアーティスト大集合!1位をとったアノ歌コンサート』、『1位をとった名曲歌合戦』、土曜深夜レギュラー版、元日本テレビアナウンサー）[注 5]
- 小林麻耶（サタデーバリューフィーバー版、元TBSアナウンサー）

## ネット局
| 放送対象地域   | 放送局                                    | 系列                          | 放送曜日・時間       |
| -------------- | ----------------------------------------- | ----------------------------- | -------------------- |
| 関東広域圏     | 日本テレビ（NTV） 『1番ソングSHOW』制作局 | 日本テレビ系列                | 水曜日 19:00 - 19:56 |
| 北海道         | 札幌テレビ（STV）                         | 日本テレビ系列                | 水曜日 19:00 - 19:56 |
| 青森県         | 青森放送（RAB）                           | 日本テレビ系列                | 水曜日 19:00 - 19:56 |
| 岩手県         | テレビ岩手（TVI）                         | 日本テレビ系列                | 水曜日 19:00 - 19:56 |
| 宮城県         | ミヤギテレビ（MMT）                       | 日本テレビ系列                | 水曜日 19:00 - 19:56 |
| 秋田県         | 秋田放送（ABS）                           | 日本テレビ系列                | 水曜日 19:00 - 19:56 |
| 山形県         | 山形放送（YBC）                           | 日本テレビ系列                | 水曜日 19:00 - 19:56 |
| 福島県         | 福島中央テレビ（FCT）                     | 日本テレビ系列                | 水曜日 19:00 - 19:56 |
| 山梨県         | 山梨放送（YBS）                           | 日本テレビ系列                | 水曜日 19:00 - 19:56 |
| 新潟県         | テレビ新潟（TeNY）                        | 日本テレビ系列                | 水曜日 19:00 - 19:56 |
| 長野県         | テレビ信州（TSB）                         | 日本テレビ系列                | 水曜日 19:00 - 19:56 |
| 静岡県         | 静岡第一テレビ（SDT）                     | 日本テレビ系列                | 水曜日 19:00 - 19:56 |
| 富山県         | 北日本放送（KNB）                         | 日本テレビ系列                | 水曜日 19:00 - 19:56 |
| 石川県         | テレビ金沢（KTK）                         | 日本テレビ系列                | 水曜日 19:00 - 19:56 |
| 福井県         | 福井放送（FBC）                           | 日本テレビ系列 テレビ朝日系列 | 水曜日 19:00 - 19:56 |
| 中京広域圏     | 中京テレビ（CTV）                         | 日本テレビ系列                | 水曜日 19:00 - 19:56 |
| 近畿広域圏     | 読売テレビ（ytv）                         | 日本テレビ系列                | 水曜日 19:00 - 19:56 |
| 鳥取県・島根県 | 日本海テレビ（NKT）                       | 日本テレビ系列                | 水曜日 19:00 - 19:56 |
| 広島県         | 広島テレビ（HTV）                         | 日本テレビ系列                | 水曜日 19:00 - 19:56 |
| 山口県         | 山口放送（KRY）                           | 日本テレビ系列                | 水曜日 19:00 - 19:56 |
| 徳島県         | 四国放送（JRT）                           | 日本テレビ系列                | 水曜日 19:00 - 19:56 |
| 香川県・岡山県 | 西日本放送（RNC）                         | 日本テレビ系列                | 水曜日 19:00 - 19:56 |
| 愛媛県         | 南海放送（RNB）                           | 日本テレビ系列                | 水曜日 19:00 - 19:56 |
| 高知県         | 高知放送（RKC）                           | 日本テレビ系列                | 水曜日 19:00 - 19:56 |
| 福岡県         | 福岡放送（FBS）                           | 日本テレビ系列                | 水曜日 19:00 - 19:56 |
| 長崎県         | 長崎国際テレビ（NIB）                     | 日本テレビ系列                | 水曜日 19:00 - 19:56 |
| 熊本県         | くまもと県民テレビ（KKT）                 | 日本テレビ系列                | 水曜日 19:00 - 19:56 |
| 大分県         | テレビ大分（TOS）                         | 日本テレビ系列 フジテレビ系列 | 水曜日 19:00 - 19:56 |
| 鹿児島県       | 鹿児島読売テレビ（KYT）                   | 日本テレビ系列                | 水曜日 19:00 - 19:56 |

## スタッフ
- ナレーション：清水ミチコ、石井正則（アリtoキリギリス）[注 6]
- 構成：小野高義[注 7]、木野聡、林龍雄
- TM：保刈寛之
- SW：鎌倉和由、安藤康一
- カメラ：吉田健治
- 音声：村上正、原秀彰
- 照明：谷田部恵美、内藤晋、小笠原雅登
- VE：鈴木昭博
- 技術協力：NiTRo
- 美術：大川明子
- デザイン：平岡真穂、栗原純二
- 大道具：苑田英和
- 電飾：近藤喜大
- 特効：内山栄一
- モニター：吉邑光司
- タイトル：守屋健太郎
- PA：宮坂修、鈴木紀浩、吉田岳
- 美術協力：日テレアート
- 編集：橋本治、園田行以、針谷大吾
- MA：大竹誠司、小嶋雄介、眞坂聡美
- 音効：岡崎宏
- TK：桜井えみこ
- デスク：岡田真美
- リサーチ：ジーワン
- 協力：LIVEDAM 第一興商、オリコン
- 制作協力：AX-ON、エムファーム、オフィス・ケーアール、モスキート
- AD：稲元雅俊、西田志帆、大塚明、梅津聡真、山崎佑里子、畠山剛治、小林哲平、姫野慈子、松元瞳、松本匡貴
- AP：峯亜希子、伊藤真和、原田麻紀、高尾あずみ、藤野はるか
- ディレクター：久保田克重、星野克己、阿部聡、錦織信彦、比嘉智樹、石原孝昌、宮崎浩一、井上尚也（以前は、AD→一時離脱）、三富達郎、庄司名衣（以前は、AD）
- 演出：久木野大、利根川広毅（共に以前は、ディレクター）
- プロデューサー：前田直敬、本橋武夫、吉田一浩、黒岩敏一、森下典子、高谷和男
- チーフプロデューサー：藤井淳
- 製作著作：日本テレビ

### 過去のスタッフ
- ナレーション：ピエール瀧
- 企画・演出：江成真二
- 構成：石原健次（パイロット版のみ）
- TM：古川誠一
- VE：塩原和益
- 美術：林健一
- 小道具：林孝一
- 電飾：伊藤伸朗
- MA：奥田幸裕
- デスク：西端薫
- 編成：吉無田剛、渡瀬慶吾、久保真一郎
- 営業：梶原美緒、中山大輔、中西紅美
- 広報：柳沢典子、永井晶子
- AP：大野眞奈美、中島大輔
- AD：大畑仁美、竹内大樹
- ディレクター：黒田豊秋、藤本元

## 備考
- 2013年10月4日には『金曜ロードSHOW!』枠で派生番組『1位をとった名曲音楽祭』が放送された[5][6]。スペシャルプレゼンターを村上信五（関ジャニ∞）、司会進行を羽鳥慎一と西尾由佳理が務めた。[注 8]

## 関連番組
- ぐるぐるナインティナイン

矢部・羽鳥が共演している日本テレビのバラエティ番組。
- NTV紅白歌のベストテン
- 日本テレビ音楽祭
- ザ・トップテン→歌のトップテン
- 速報!歌の大辞テン
- FAN→FUN
- Music Lovers
- LIVE MONSTER
- 音楽戦士 MUSIC FIGHTER
- ハッピーMusic
- ミュージックドラゴン

以上はアーカイブ映像として使用されている日本テレビの音楽番組。
- 日テレ系音楽の祭典 ベストアーティスト
- チカラウタ
- THE MUSIC DAY

上記3本は羽鳥が現在司会を務めている日本テレビの音楽番組。